# 迷雾追魂手
《迷霧追魂手》（英語：Mad Max）是一部1979年澳大利亚反乌托邦後末日动作片，由乔治·米勒执导，米勒和詹姆斯·麦考斯兰編劇，改编自米勒與拜伦·肯尼迪構思的故事，梅尔·吉布森担任主演。本片為「瘋狂麥斯系列」的第一部作品。该片是最卖座的澳大利亚电影，并持有最赚钱电影的金氏世界紀錄长达数十年，公认进一步开拓了澳大利亚新浪潮电影的国际市场。
續集包括（1981年），（1985年）。由汤姆·哈迪饰演麦克斯的第四集《瘋狂麥斯：憤怒道》於2015年上映。2024年推出《憤怒道》前傳電影——《芙莉歐莎：瘋狂麥斯傳奇篇章》，由安雅·泰勒-喬伊及克里斯·漢斯沃主演。

## 剧情
反乌托邦式的澳大利亚，供应全球的原油耗尽，能源短缺致使法律与秩序开始被打破。一位绰号“黑夜骑士”的飛車黨成员在杀害一名巡逻主力军員（MFP）后，试图以偷来的Pursuit Special（霍顿摩纳罗HQ LS款）逃出MFP警察的追捕。尽管他成功逃脫最初的追兵，但却無法脫離MFP追捕技术最顶尖的麦斯·洛克坦斯基，导致自己车速过高撞上前方事故現場的車而爆炸身亡。
一日，MFP車庫裡的技工和麥斯的搭檔吉姆·“古斯”·雷恩向麥斯展示了搭載超級增壓、V8引擎的黑色Pursuit Special（福特XB猎鹰GT款，另稱V8攔截者）。而麥斯的上級MFP队长弗雷德·“菲菲”·麦卡菲和警察局長Labatouche兩者的對話中透露，希望藉由這樣的"利誘"能使麥斯保持追捕的動力。
而同時，夜騎士所屬的飛車黨，由“斷趾老大”托卡特和布巴·萨内蒂为首的摩托車幫派，他們在一个小镇上欺男霸女，损坏公物、恐吓居民。麥斯和搭档古斯将托卡特的年轻手下“強尼小子”逮捕，因為他在飛車黨成員們的唆使下强暴一对年轻夫妇中的老婆。之後法院在没有受害者和證人出庭罪證不足的情形下，將其釋放。然而強尼卻出言挑釁，古斯对此感到愤怒而毆打強尼。在雙方被架開後，布巴將強尼帶走，而MFP队长跟手下的MFP表示可以私下執行私法，“只要手序干净即可”。不久后，強尼暗中破坏了古斯的摩托车，导致古斯在執勤的過程中摔到田里去。毫发無傷的古斯利用箱型车把损坏的摩托车带回城裡，不料遭到強尼和托卡特的埋伏，強尼丟出煞車鼓砸烂了箱型车的前挡风玻璃，导致车子失控翻覆。強尼在托卡特的威嚇下，点燃了洩漏的燃油引发大火，古斯受困車內被燒成重傷。
面对古斯焦黑的軀體，麥斯对MFP不抱希望，恐惧致使他失去理智而提出辞职。菲菲给麥斯放假，好让他对辞职作出最终决定。度假期间，麥斯让修车工为自己的面包车修胎时，杰西带着儿子去买雪糕吃，卻遭到托卡特手下的骚扰。杰西慌忙找向麥斯，一家随即逃离，但飛車黨們已从修车工口中掌握杰西的目的地——老朋友梅的偏僻农场。到了农场后，杰西只身去海滩游泳，在回程的森林中发现飞车党早已等候多时，准备抓她。杰西仓皇逃回农场，但在麥斯用猎枪进入森林找飞车党时，飞车党已在农场，还以杰西的儿子做威胁。在老友梅的帮助下，杰西成功带着儿子与梅一同上面包车逃离。但面包车早被飞车党做了手脚，半路抛锚，她只得带着儿子步行逃离，梅则持枪对驶来的飞车党自卫，但寡不敌众，杰西母子终被飞车党追上……當麥斯赶到現場時為時已晚，儿子当场丧命，杰西生命垂危。满腔怒火的麥斯再次穿上了他的皮革警服，从MFP车库开出Pursuit Special上前追捕並决心消滅飛車黨。
愤怒的麥斯在向泄露地点的修车工确认飞车党后，开始追缉之，随后在半路将飞车党成员們從桥上高速衝撞下去，並开始寻找托卡特。後來遭遇埋伏，麥斯的左膝蓋被槍射傷，右手也被機車輾傷，但他仍近距离用猎枪杀死骑车而来的萨内蒂，而強尼看到萨内蒂被殺後就吓跑了。之后麥斯將托卡特逼到半路中，使后者被对向驶来的連結车輾斃。麥斯最終发现強尼在劫掠一名车祸受害者，麥斯即用手铐将強尼的腳踝与損毀车子铐住，用強尼的打火机和緩緩洩漏的燃油做成遲延引信。麥斯向強尼扔出钢锯，让強尼选择用10分鐘锯开手铐或運氣好話用5分鐘鋸斷自己的腳踝逃脱，随后便离去，數分鐘後车子爆炸，麥斯則驱车前往未知的远方。

## 角色
- 梅尔·吉布森 饰 麥斯·洛克坦斯基
- 修·基斯-拜倫 饰 「斷趾老大」托卡特
- 杰夫·派瑞（英语：Geoff Party） 饰 巴布·萨内蒂
- 乔安妮·塞缪尔（英语：Joanne Samuel） 饰 杰西·洛克坦斯基
- 史蒂夫·比斯利（英语：Steve Bisley） 饰 吉姆·“古斯”·雷恩
- 蒂姆·伯恩斯（英语：Tim Burns） 饰 強尼小子
- 罗杰·沃德（英语：Roger Ward） 饰 弗雷德·「菲菲」·麦卡菲
- 文森特·吉尔（英语：Vincent Gil） 饰 「黑夜骑士」克勞福德·蒙薩諾
- 尼克·蓝瑟里斯（英语：Nico Lathouris） 饰 修理工

## 发展
乔治·米勒是悉尼的医学士，在医院急诊室工作，片中描绘的许多受伤和死亡症状，均是从工作得来。他在昆士兰州乡下长大时亦目睹众多车祸，青少年时期他三位挚友就因车祸丧命。在悉尼医院担任住院医师时，米勒于1971年在夏季电影学院会见也与电影制片人拜伦·肯尼迪，两人共同制作的短片《荧幕中的暴力》（第一部；Violence in the Cinema, Part 1 ）曾于电影节放映并摘得奖项。时隔8年，两人协同首次出任编剧的詹姆斯·麦考斯兰（片中穿着围裙在食客面前出现的大胡子男人），再度联袂制作《疯狂的麦克斯》。米勒认为，设定在荒凉的、反乌托邦的未来，会使暴力故事更容易为观众所信。于是詹姆斯将大量的第一次石油危机对驾车人士的影响吸收进剧本：

然而苦肉计的进一步迹象可用以确保流动性，原油袭击击中众多油泵，从而揭示澳大利亚人捍卫自己加满油箱权利的凶猛。加油站的人龙因汽油而聚集，从那些试图插队的人的身上可瞥见原始的暴力······乔治和我写（麦克斯）剧本时，就基于人们为保持车辆运转而不择手段的论断，以及国家不考虑以巨资提供基础设施直到补救的假想。
—詹姆斯·麦考斯兰, 写于2006年《传讯者邮件》哈伯特顶点

### 资金
肯尼迪和米勒起初把电影呈给热心的路演的格雷厄姆·伯克，制片方认为两人无法获得政府的资助，“澳大利亚的制片人都在拍艺术片，公司和委员会都赞同他们对艺术片的执着。”肯尼迪说 。他们设计了一份长达40页的文案供不同人士传阅，最终筹集到资金。肯尼迪和米勒还垫付了当了三个月应急无线电临时代理（肯尼迪当司机、米勒当医生）的工资。米勒表示最终预算为35到40万美元。

### 选角
乔治·米勒为使演员不带旧恩，故意选了那些不太知名的。梅尔·吉布森之前只在1977年电影《Summer City》演出過，隨着在片中饰演古士的好友兼同学史蒂夫·比斯利前來試鏡。由于前一天晚上在派对上喝醉酒跟三名男子大动干戈而鼻青脸肿，吉布森试镜时样子很糟糕，他把自己喻为“就像黑蓝相间的南瓜”。最终吉布森没能得到想要的角色，只是陪伴自己的朋友。然而，选角經理很喜欢吉布森的相貌，于是告诉吉布森在两个星期内回来，就因为“需要怪胎”。但当回来时，制片人已经不认得伤口几近痊愈的吉布森，吉布森还是有份参演。
許多其他演员均出现在1974年电影《Stone》中。

### 制作
由于影片的预算极低，仅有吉布森和比斯利有资格穿真皮夹克和裤子，其他扮演警察的演员穿的都是人造皮革。拍摄花费10周拍摄，首单元用6周，特技和追车片段用4周完成。然而拍摄进入第4天，最初扮演麦克斯妻子的罗茜·贝利骑自行车受伤，导致影片制作停滞，花费两个星期将贝利替换为乔安妮·塞缪尔。最终拍摄花去了1977年11月和12月6周，并进一步用6周做第二单元，5月重制特技镜头。拍摄在墨尔本郊区进行，追车场面则取景于吉朗附近的小河镇。该片是首部用宽荧幕变形镜头拍摄的澳大利亚电影。
后期制作在墨尔本北部的朋友家里进行，威尔逊和肯尼迪在小休息室里，用肯尼迪当工程师的父亲为他们设计的自制采编机剪辑电影，他们还在那里编辑声效。托尼·帕特森由于签约电影《Dimboola》，在编辑电影四个月后被迫离开，其工作由乔治·米勒接手。乔治与克里夫·海斯做了三个月后，由肯尼迪和米勒作最终剪辑。乔治·米勒想让电影有哥特式、伯纳德·赫尔曼类型的配乐，在听到布萊恩·梅为电影《Patrick》工作后，米勒立刻聘请了布莱恩。

## 登场车辆
- 片中麦克斯最初的座驾黄色Interceptor，是由维多利亚州警察部门捐赠的退役警车——1974年福特XB猎鹰轿车，拥有351立方英寸克里夫兰V8引擎，其他地方作过修改[10]。

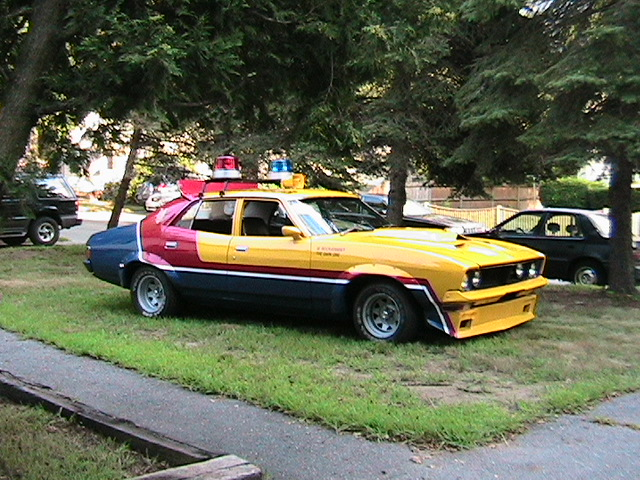
停在马萨诸塞州波士顿的Interceptor

- 片中由鲁普和查理驾驶的Big Bopper同属福特猎鹰，亦为退役警车，但仅配备302立方英寸V8引擎[11] 。
- 片中由塞斯和斯该图驾驶的March Hare为六道发动机的1972年福特XA猎鹰轿车（此前为墨尔本的出租车），其警车外观，是由导演利用资金购买后再进行拆车件和喷漆等调整做成的[12]。

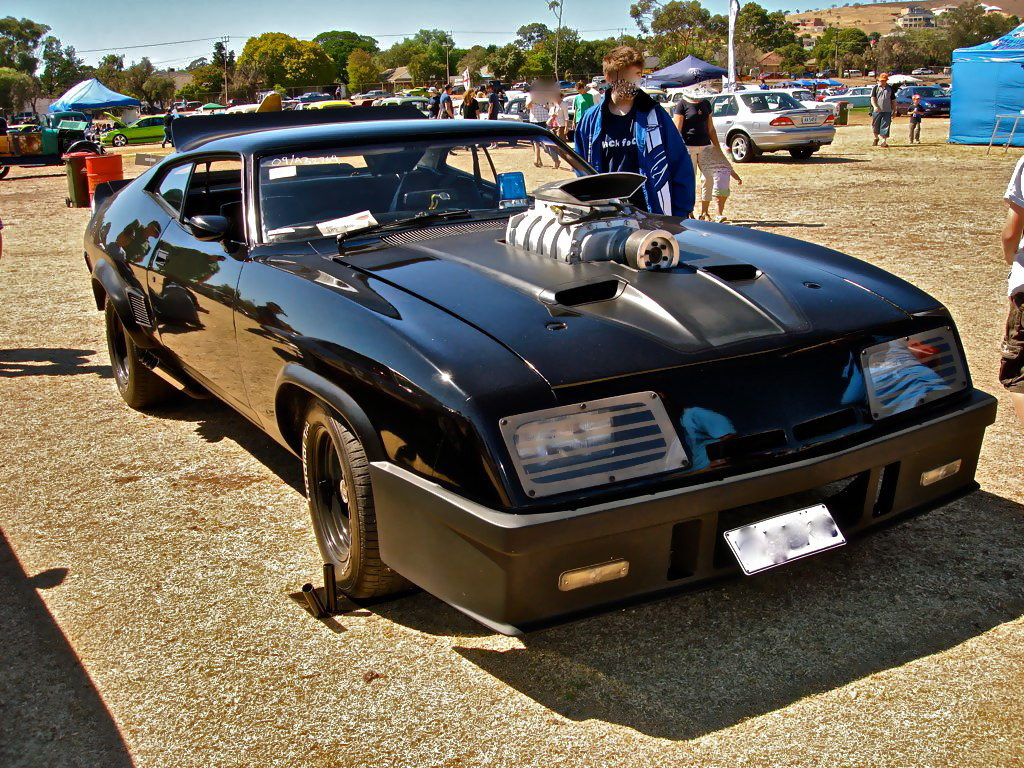
Pursuit Special位于新南威尔士州锡尔弗顿

- 片中的标志性载具——麦克斯的黑色Pursuit Special，为1973年福特XB猎鹰GT351，配备限量版硬车顶（1973年12月到1976年8月在澳大利亚销售），主要由默里·史密斯（电影机械师）、鲍勃·福森科等人改造[13]。第一部电影的拍摄结束后，该车曾被出售，但没有找到买主，只好移交给默里。制作第二部时，车子被乔治·米勒买回来继续使用。由于车子再次遭到买主的冷落，所以电影拍摄后被留在阿德莱德的一个废弃院子里，鲍勃买回车子后对其修复。最后，它被放到英国坎布里亞郡的名车博物馆再次出售，但该博物馆于最近结业，这辆车子目前被美国迈阿密的Dezer（德泽尔）博物馆馆藏[14]。
- “黑夜骑士”劫获的车子和另一辆在续集中出现的Pursuit Special，为1972年霍顿摩纳罗（英语：Holden Monaro）HQ LS跑车，亦进行调整，并被故意破坏使其像是卷入车祸一样[15]。
- 由片中年轻夫妇驾驶的被飞车党破坏的车，为1959年雪佛兰Bel Air Sedan，其被调整到看上去类似带假增压器、厚轮胎和火焰喷漆的热棒车。
- 片中出现的14辆摩托车，是由机车业界捐赠的川崎Z1000、Z900、本田CB750，其外观被墨尔本公司La Parisienne全部修改——其中一部作为MFP用车被古士驾驶、一部作为维多利亚摩托车俱乐部Vigilanties成员扮演的托卡特帮成员的资产[16]。在拍摄结束时，14輛已在追车和碰撞场面中摧毁，包括导演的私家车馬自達Bongo面包车（片头中被Big Bopper追逐后失控的小型蓝色面包车），全部追车场面需一次性拍摄。

## 发行
电影于1979年由路演娱乐（现威秀电影）负责在澳大利亚发行，美国的发行则由美国国际影业负责，华纳兄弟涵盖其他区域，海外售价为180万美元。
1980年上映的美国版有许多澳洲方言被重录为美语。美国国际影像将这些改动分配好后，经历了管理层的重新组织。大部分的澳洲俚语和术语被换成美语用法，如"Oi!" 变为 "Hey!"；"See looks!"变为"See what I see?"；"windscreen"变为"windshield"；"very toey"变为"super hot"和见习警官"proby"变为"rookie"。有例外的配音是塘镇歌厅歌手声音（罗宾那·查费担任）、电台语音（约翰·莱担任）和古士在驾驶卡车时遭到伏击前的歌声。由于梅尔·吉布森在美国不太知名，片中的动作场面成为了预告片和电视节目的宣传重点。
原本的澳大利亚语声道最终在2000年由影片的版权持有者米高梅限量再发行，此前该片DVD在美国发行时均带美语和澳大利亚语声道。
新西兰和瑞典最初禁播该电影。新西兰认为古士在车里被活活杀死的场面过于残忍，且影射影片发行前不久的真实帮派事件。后来由于续集大获成功，该片得以以成人分级在1983年上映 。瑞典对该片的禁令于2005年解除，目前该片可以电视上播放，亦可从音像店购买本片。

## 评价
这部电影起初遭到激化批评，在1979年的评价中，澳大利亚社会评论家和电影制片人菲利普·亚当斯谴责该片，称其有“《我的奋斗》一切的情感隆起”，无疑是“强奸犯、虐待狂、儿童杀手和查理·曼森的萌芽”。电影最初在美国发行时，《纽约时报》的汤姆·巴克利称该片“不成气候” 。然而，《综艺》杂志盛赞导演米勒的这部处女作。2004年，该片被《纽约时报》列入史上1000部最佳电影。截至2020年10月，该片在烂番茄持有90%的新鲜度。
该片在北美限量发行致使其仅获得800万美元的票房，但在其他地区斩获了近1亿美元。电影预算仅为40万澳元，是财务上的重大成功，近20年来电影利润和成本的最高比例的吉尼斯纪录，直到1999年才被《女巫布莱尔》打破。电影于1979年获得三个澳大利亚电影学院奖，包括影片剪辑、音效剪輯和配乐，并入圍最佳影片、导演、原创剧本和男配角（休·基斯拜恩），亦獲得阿沃里兹奇幻影展評審團特別獎。

## 票房
澳大利亚票房为5,355,490澳元，在2012年相当于22,613,934.26澳元。

## 衍生游戏
2013年7月15日，游戏厂商华纳兄弟娱乐公布以梅尔·吉布森主演电影《冲锋飞车队》为原型的同名游戏的影片。该游戏为第三人称动作游戏，预订于2014年登录PC、PS3、PS4、Xbox 360及Xbox One平台。游戏故事并非电影中的澳大利亚，而是设在了因战争影响造成文明破坏的末世界，玩家将扮演电影主角麦克斯（Max），驾驶爱车“V8拦截者”执行各式各样的挑戰，以暴制暴。

## 備註
1. 台灣《衝鋒飛車隊續集》上映後的一年半才引進本片，往後普遍誤植為《衝鋒飛車隊》。本片在台灣1987年2月間重新上映時便順勢更名為《衝鋒追魂手》[4]。而電視及影碟則命名為《迷霧追魂手》。